# Сё Эй
Сё Эй (尚 永, 1559—1588) — 6-й король королевства Рюкю (1573 −1588). Сё Эй вторым сыном короля Сё Гена.
1579 году император Китая Ваньли отправил миссию саппо на Рюкю. Китайские послы Сяо Чун Е и Сей Че вручили инвеституру о назначений его королем.
1582 году верховный правитель Тоётоми Хидэёси послал своего воина Камэи Корэнори (1557—1612) на Рюкю. Камэй передал послание Хидэёси, в котором тот потребовал признать власть Японии. В борьбе за власть Хидэёси забывает о Рюкю и об отказе признать вассалитет.
1588 году Хидэёси издал указ по которому королевство Рюкю и даймё Сацума должны были оплатить часть военных расходов (гунъяку) похода против Кореи и Китая.
Он умер в 1588 году, не оставив наследника. Его зять Сё Нэй стал королем.